# سیلیا کوسونن
سیلیا کوسونن (فنلاندی: Silja Kosonen؛ زادهٔ ۱۶ دسامبر ۲۰۰۲) پرتاب‌گر چکش زن اهل فنلاند است.